# Janina Rak

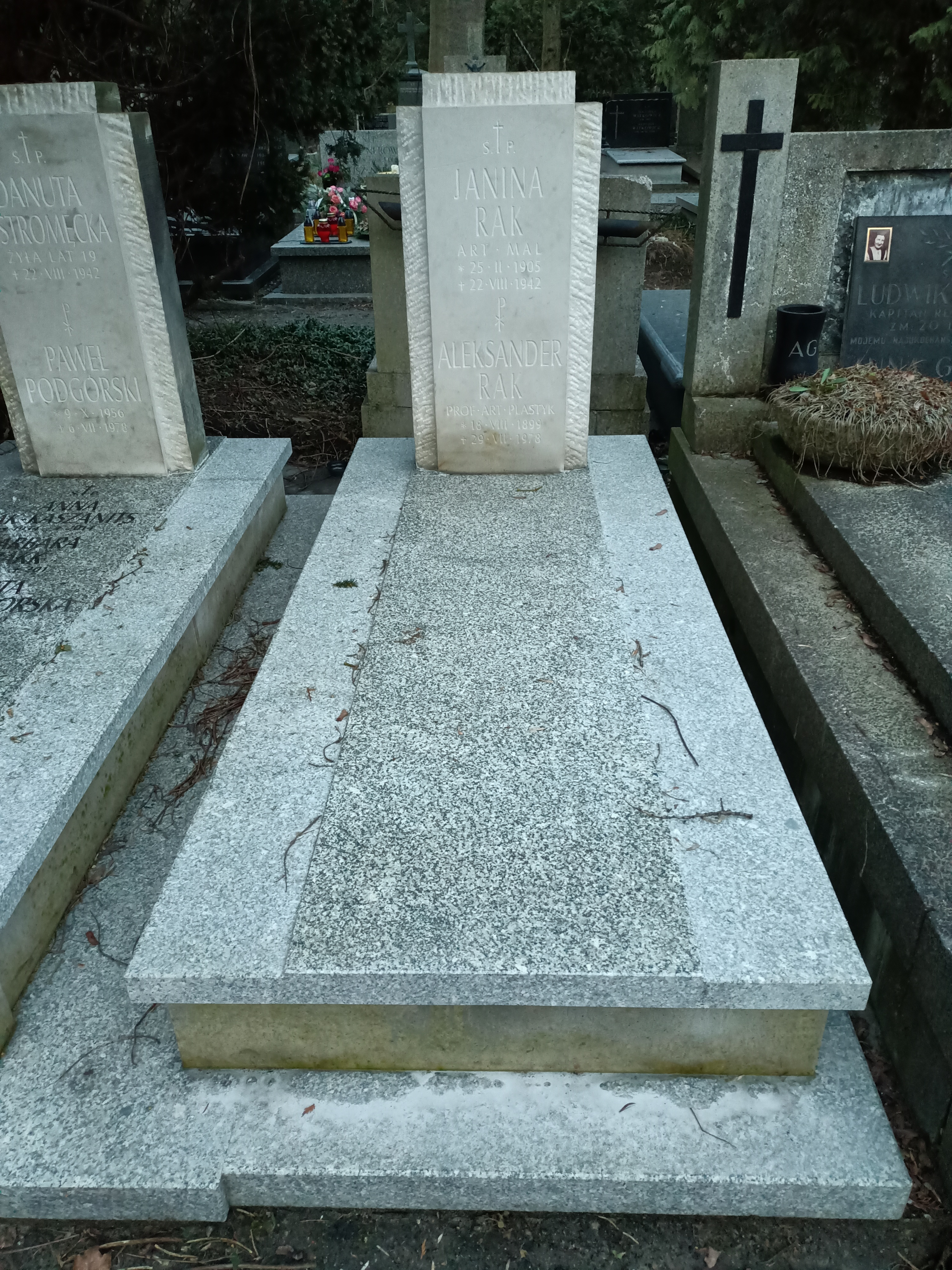
Grób Janiny Rak na cmentarzu Powązkowskim w Warszawie

Janina Anastazja Knothe-Rakowa (ur. 25 lutego 1905 w Podolsku, zm. 22 sierpnia 1942 w Warszawie) – polska graficzka, projektantka witraży i polichromii ołtarzy.

## Edukacja
Była córką Antoniego Knothe i Czesławy z d. Libenau. W 1924 rozpoczęła studia w Szkole Sztuk Pięknych pod kierunkiem Mieczysława Kotarbińskiego. W 1928 otrzymała dyplom nauczyciela rysunku a w 1937 dyplom ukończenia studiów na Wydziale Malarstwa. Była członkiem grupy artystycznej Loża Wolnomalarska i Bloku Zawodowych Artystów Plastyków.

## Twórczość
Malowała głównie obrazy olejne: portrety kobiece, projektowała hafty. W latach 1932, 1933 i 1936 wystawiała swoje prace w IPS a w 1934 w Salonie Sztuki Czesława Garlińskiego. W 1934 wraz z mężem brała udział w konkursie na projekt polichromii Kościoła Mariackiego w Chełmie Lubelskim; za tę pracę otrzymała wyróżnienie.   

## Rodzina
Wyszła za mąż za grafika i malarza Aleksandra Raka. Miała czworo dzieci; trzy córki Annę, Barbarę i Martę Rak-Podgórską oraz syna Tomasza.
Zginęła podczas nalotu bombowego radzieckich samolotów na Warszawę w nocy z 20 na 21 w gruzach rodzinnego domu. Została pochowana w Warszawie na cmentarzu Powązkowskim (kw.128-4-23).